# Gora Tri Sestry
Gora Tri Sesty (Transkription von russisch Гора Три Сестры ‚Drei-Schwestern-Berg‘) ist ein Nunatak im ostantarktischen Mac-Robertson-Land. Er ragt nordöstlich der Blake-Nunatakker auf.
Russische Wissenschaftler benannten ihn.